# Тошка (озера)
Тошка (араб. توشكة) — загальна назва групи з чотирьох безстічних нещодавно створених озер в пустелі Сахара, Єгипет.
При спорудженні Асуанської верхньої дамби на Нілі в 1964-1968 було створено велике водосховище Насер з максимальним урізом води на рівні 183 м над рівнем моря. Достаток води полегшив просування в Єгипті іншої великої системи розподілу води, названої проектом «Нова Долина».
У 1997 озеро Насер почало розширюватися на захід і затоплювати низовину Тошка в південному Єгипті, за наступні кілька років створивши чотири нових озера — озера Тошка.
Кожне зі створених озер ще не має своєї окремої назви. У цілому озера Тошка займають площу близько 1300 км². Найбільше з них, найзахідніше, має площу близько 538 км². Спостереження підтвердили, що в 2006 рівень озер знизився в порівнянні з рівнем 2001, і на терені між колишньою і нинішньою береговою лінією сформувалися ділянки боліт і піщаних дюн. Уріз води в озерах становить від 176 м для найближчого озера до водосховища Насер до 144 м для далекого (західного).